# 上田電鉄別所線
別所線（べっしょせん）は、長野県上田市の上田駅から別所温泉駅までを結ぶ、上田電鉄の鉄道路線である。
かつて側面に丸窓を持つ「丸窓電車」が走っていたことで知られ、同電車の運用終了後も丸窓は当路線を象徴する意匠となっている。

## 路線データ
- 路線距離（営業キロ）：11.6 km
- 軌間：1067 mm
- 駅数：15駅（起終点駅含む）
- 複線区間：なし（全線単線）
- 電化区間：全線電化（直流1500 V）
- 閉塞方式：自動閉塞式
- 最高速度：60 km/h[1]
- 交換可能駅：3駅（城下駅、上田原駅、下之郷駅）

## 歴史

### 開業から上田丸子電鉄の成立まで
1920年（大正9年）に設立された上田温泉電軌により、翌1921年（大正10年）、別所温泉や田沢温泉、沓掛温泉への湯治客を輸送する軌道線として三好町駅（現在の城下駅） - 上田原駅 - 青木駅間の「青木線」と、上田原駅 - 別所駅（現在の別所温泉駅）間の「川西線」の2路線が開業した。
1924年（大正13年）には省線（後の国鉄）上田駅に乗り入れ、全通した。1938年（昭和13年）に上田原駅 - 青木駅間が廃止となり、上田駅 - 上田原駅間も川西線に編入。1939年（昭和14年）、地方鉄道法による鉄道となり、川西線を「別所線」に、同年社名も「上田電鉄」（初代）に改称した。
1943年（昭和18年）には丸子鉄道（1916年〈大正5年〉設立）と合併。上田丸子電鉄となり、上田市・小県郡地域に別所線のほか西丸子線、丸子線、真田傍陽線の計4路線48.0kmに及ぶ路線網を有するに至った。

### 経営難と欠損補助
これらの路線のうち、丸子線は生糸や軽工業製品、真田傍陽線は木材や農産物を国鉄信越本線大屋駅・上田駅や上田市中心部に輸送する路線であり、特に丸子線は別所線よりも営業成績が良い路線であった。しかし1960年代に入ると旅客輸送において自動車の占める割合が増え、旅客収入のみでの経営は困難となっていた。西丸子線は木材も輸送したが開業当初から経営難であり、1963年（昭和38年）に自然災害をきっかけとして廃止された。そして、モータリゼーションの進展による旅客輸送の減少等は1969年（昭和44年）に丸子線、1972年（昭和47年）に真田傍陽線を相次いで廃止に追い込んだ。別所線は中でも旅客輸送主体の路線であり、自家用車の普及が進む状況においては丸子線や真田傍陽線と同様にモータリゼーションの影響は避けがたい状況となっていた。
そのような中で、1973年（昭和48年）に乗客減等を理由に上田交通（1969年〈昭和44年〉に上田丸子電鉄から社名変更）から別所線も廃止・バス代替の方針が示されるに至り、こちらでも先に廃止された丸子線や真田傍陽線と同様に沿線住民による大きな廃止反対・路線存続運動が起こったが、1974年（昭和49年）以降3年間、地方鉄道軌道整備法（現・鉄道軌道整備法）に基づく国・長野県及び上田市からの軌道整備補助金（欠損補助金）が交付されることになったことからこの時は廃止の危機を免れ、1977年（昭和52年）に路線維持の方針が決まった。

### 業績回復と設備の改善
廃止は免れたものの1970年代中盤に一時期回復した利用客は再び低迷し始め、1980年代に入るとそれは顕著になり、運行本数の再編や保有車両の整理などを行うも、計上する赤字額は増え続けた。そのため、国の欠損補助金支給基準を満たすことが困難な状況が続いていた。
そのような中で1986年（昭和61年）には架線電圧を1500Vに昇圧し、東京急行電鉄（現在の東急電鉄）から経年の比較的浅い余剰車両を譲り受け、「丸窓電車」などの修理部品が不足していた旧型車を全廃して車両保守にかかるコストを削減。さらに上田市の支援による駅施設等設備の改善を行ない、1980年代末から1990年代には乗客は再び増加に転じた。
1992年（平成4年）末の国の地方私鉄に対する軌道整備補助事業見直しにより、欠損補助金支給は打ち切りとなったものの、打ち切り後の1993年（平成5年）には元東急7200系電車を東京急行電鉄から購入し全営業車両の冷房化を果たした。北陸新幹線の先行開業も控えておりさらなる収支改善の可能性が見込まれたことから、増便や1910年代製造の古いレールを使用していた架線柱をコンクリート製の安定したものに取り換えるなどの設備投資を行いサービス向上に努め、1990年代半ばには1973年（昭和48年）の廃止方針提示以前の利用客数に回復。欠損補助金支給が必要とされる状況を脱し、補助金打ち切りの影響を最小限に食い止めた。
1997年（平成9年）の北陸新幹線長野開業（長野新幹線）に伴う上田駅再整備の一環として、翌1998年（平成10年）には起点の上田駅ホームの高架化や、しなの鉄道（元JR東日本信越本線）との共用改札を廃止して独立した改札口を設けるなど設備も進展した。これと前後し、全て電車のワンマン運転も開始している。

### 新たな公的支援と上田電鉄の設立
2000年代に入ると少子化の影響により通学客を中心とした定期利用客の減少が進むとともに、長期の景気低迷により湯治客・観光客の需要も伸び悩む状況となった。
2000年（平成12年）には東京急行電鉄からのさらなる設備改修の提言を受け、国土交通省の地方鉄道安全新基準を満たすため上田交通が長野県と上田市に対し財政支援を求めるに至ったことにより、再び存廃問題が浮上した。上田市と上田交通は上下分離方式の導入や第三セクター鉄道化も視野に入れつつ協議したものの、最終的には従来通り民営鉄道として存続させる方針が決まり、上田市は2003年（平成15年）6月から設備更新・修繕や基盤整備・安全対策に関する補助等の支援策の検討に入った。また同月住民団体「別所線の将来を考える会」が結成され、以後、地元の存続運動が再び活発化した。
上田市は翌2004年度（平成16年度）から公的支援実施に踏み切り、補助金を拠出することを決定。また国・長野県からも同年度より財政支援が得られることになり、当面存続の見通しとなった。補助金の拠出が決まったことを受け、上田交通は2003年（平成15年）10月に当路線のダイヤ改正を実施して更なる増便を行った。運行本数を24往復から30往復とし、昼間時全線45分から60分毎であった運行間隔を30分から45分毎と短縮。また終電を23時台に繰り下げ、下之郷駅発着の便を増発、各便を新幹線の発着時刻に接続させるなど、利便性の向上に努めた。
2004年（平成16年）11月、上田市は当面の安全対策のために補助率を引き上げ、2007年度（平成19年度）までに2億6800万円を補助することを公表、同年12月には上田市議会定例会において上田市と上田交通が締結した「別所線の運行に関する協定」が承認された。「別所線の運行に関する協定」は3か年ごとに契約更新され、2012年度（平成24年度）までに国が2億5603万円、長野県が1億2118万5千円、上田市が9億8849万2千円を拠出している。住民による支援団体も相次いで結成され、沿線自治会・商工団体・別所温泉観光協会等により結成された「別所線電車存続期成同盟会」、上田交通労働組合ほか労働団体による「別所線の存続を求める市民の会」、芸術関係者と地域住民等による「ガンバレ別所線の会」、上田市役所職員有志による「上田市アイプロジェクト」、観光ガイドによるボランティア団体「別所線ガイドの会」などが活動を開始した。
2005年（平成17年）2月にはこれらの支援団体を統括する「別所線再生支援協議会」が組織され、25団体が加盟。同協議会の代表には上田市長が就任し、自治体の支援体制の再構築も行われた。上田交通は新たな公的支援を受けるにあたり別所線の経営体制の見直しを行い、路線の経理・財務を透明化する必要から鉄道部門の分社化を決定。同年7月、新たに子会社「上田電鉄」を設立し、路線を譲渡した。上田市も同8月、別所線分社化後も支援を継続することを発表した。このような経歴から、同年10月3日より上田電鉄の経営となっている。

### 上田電鉄設立後
上田電鉄設立後も予断を許さない経営状況が続いているが、2007年（平成19年）10月の「地域公共交通の活性化及び再生に関する法律」及び2013年（平成25年）12月の「交通政策基本法」の施行を受け、上田市がさらに支援を進めているほか、各支援団体が広範な存続運動を展開している。別所線存続支援キャラクター「北条まどか」を設定しての広報活動や、別所温泉の共同浴場（外湯）入浴券付き往復乗車券、地元自治会向け回数券「マイレールチケット」の販売（地域住民以外でも購入できる）、アリオ上田・イトーヨーカドー上田店買い物客や上田駅前の居酒屋利用客への「別所線お帰りきっぷ」進呈サービス、駅の清掃ボランティアや花壇の整備、一部の駅に近接する土地を所有者が駐車場用に無償貸与してのパークアンドライド導入、またその土地に賦課される固定資産税の減免、レンタサイクルの整備など、行政・民間が一体となって利用客増、増収、路線存続のための支援事業を行っている。
こうした「別所線再生支援協議会」を中心とする存続支援及び利用促進運動が「鉄道等の利用促進に努め利用者の増加に繋げるなど、公共交通機関の利用促進を通じた環境保全に関する活動に積極的に取り組んだ」事例として評価され、2008年（平成20年）12月、同協議会は「2008年（平成20年）交通関係環境保全優良事業者等国土交通大臣表彰」を受賞した。
上田電鉄設立後もしばらく乗客減が続いたが、行政の支援や地域住民団体による存続運動などを通じた沿線地域との連携が奏功し、2012年（平成24年）には乗客増に転じ、以降は微増傾向となっている。
上田電鉄の経営努力と沿線各団体の支援運動が継続し、一定の効果があったこと、また支援活動自体が公共交通政策の展開の面から評価されたことを受け、2013年（平成25年）3月、国・長野県・上田市は2013年度（平成25年度）以降も公的支援を行うことを決定した。2015年度（平成27年度）までに上田市から約3億円、また国・長野県から計約1億5400万円の補助金が支給された。上田電鉄はこの資金を元手に引き続き別所線の設備更新・基盤整備・安全対策を進めている。
2013年（平成25年）4月5日・24日に中野駅 - 舞田駅間の遮断機・警報機のない踏切において電車とトラックの接触事故が2件発生したことを受け、同年4月時点で19箇所存在する遮断機・警報機のない踏切の改修・統廃合や車両通行止め等を行った。2014年（平成26年）9月には一部車両の更新を行った。
2016年（平成28年）3月、上田市と上田電鉄の間で「別所線の運行に関する協定」が更新され、2018年度（平成30年度）までに上田市から2億8032万4000円の公的支援が行われる見通しとなった。国や長野県からの補助も継続して受けており、これら公的支援による補助金は引き続き安全対策費用や設備維持管理費、運行経費に当てられ、千曲川橋梁（鉄橋）の改修も行われる予定となっている。
少子高齢化の影響から、上田電鉄移行後も通勤・通学利用の定期旅客については減少しているものの、近年は観光客を中心とした普通乗車券やフリー切符（一日乗車券）・回数券などの定期外利用が増えており、地域と連携し沿線の魅力発信・広報活動を続け観光需要の掘り起こしを行った効果が表れつつある。2015年（平成27年）には北陸新幹線の金沢駅延伸、善光寺御開帳による別所温泉北向観音への参拝客増加、2016年（平成28年）にはNHK大河ドラマ『真田丸』放送など好材料が相次ぎ、2016年度（平成28年度）輸送人員は131万3333人に達した。2012年度（平成24年度）から5年連続の増加となり、上田電鉄移行前の2001年度（平成13年度）以来15年ぶりに130万人台の輸送人員回復となった。
2017年度（平成29年度）輸送人員は対前年度比3万3226人減の128万107人となったものの120万人台の輸送人員は維持。2018年度（平成30年度）輸送人員は再び増加に転じ、対前年度比1万8999人増の129万9106人となった。
2019年度（令和元年度）の輸送人員は、同年10月13日の令和元年東日本台風による千曲川橋梁崩落被害に伴う上田駅 - 城下駅間の長期運休（「歴史」節を参照）や、2020年（令和2年）初頭からの新型コロナウイルス感染拡大の影響により、対前年度比14.1%減の111万6148人にとどまった。更に2020年度（令和2年度）は上田駅 - 城下駅間の長期運休と新型コロナウイルス感染拡大による影響を大きく受け、輸送人員は対前年度比42.9%減の63万7000人となった。2021年（令和3年）3月28日の全線運行再開を期に、なおも新型コロナウイルス感染拡大の影響が続く中ではあったが利用者はある程度戻り、同年度の輸送人員は対前年度比38.0%増の87万9000人、2022年度（令和4年度）輸送人員は対前年度比8.1%増の97万1000人に回復した。今後更なる利用促進に努めるという。
2021年（令和3年）3月28日の千曲川橋梁復旧及び全線運行再開に合わせて同日にダイヤ改正を実施した。平日朝夕の通勤・通学時間帯において、しなの鉄道線や北陸新幹線との接続を改善したほか、新型コロナウイルス感染拡大の影響による利用状況の変化に合わせて運行間隔の変更、昼間時のパターンダイヤ化、土休日ダイヤの設定などを行い、全体の運行本数は台風被害前より減便となった。同年6月17日、開業100周年を迎えた。
2022年（令和4年）5月27日に、2007年（平成19年）10月に施行された「地域公共交通の活性化及び再生に関する法律」に基づき、別所線活性化イベントなどを実施していた「別所線電車存続期成同盟会」と国への補助金計画の審議を行っていた「別所線再生支援協議会」を統合し、別所線活性化協議会が設立された。
2025年（令和7年）3月15日に行ったダイヤ改正で、平日昼間の運転間隔を現行の約30分ごとに短縮し、朝夕のラッシュ時には、上田駅 - 下之郷駅間に区間列車を設定し、1時間あたり3本とした。これにより1日あたりの本数は28本から、39本に増便となっている。約5年間を期限とし、コロナ禍による生活様式の変化に伴う昼間の需要を見極めるための実証実験としている。また、上田駅でのしなの鉄道線との乗り換え時間も見直した。

### 年表
本節の参考資料：。

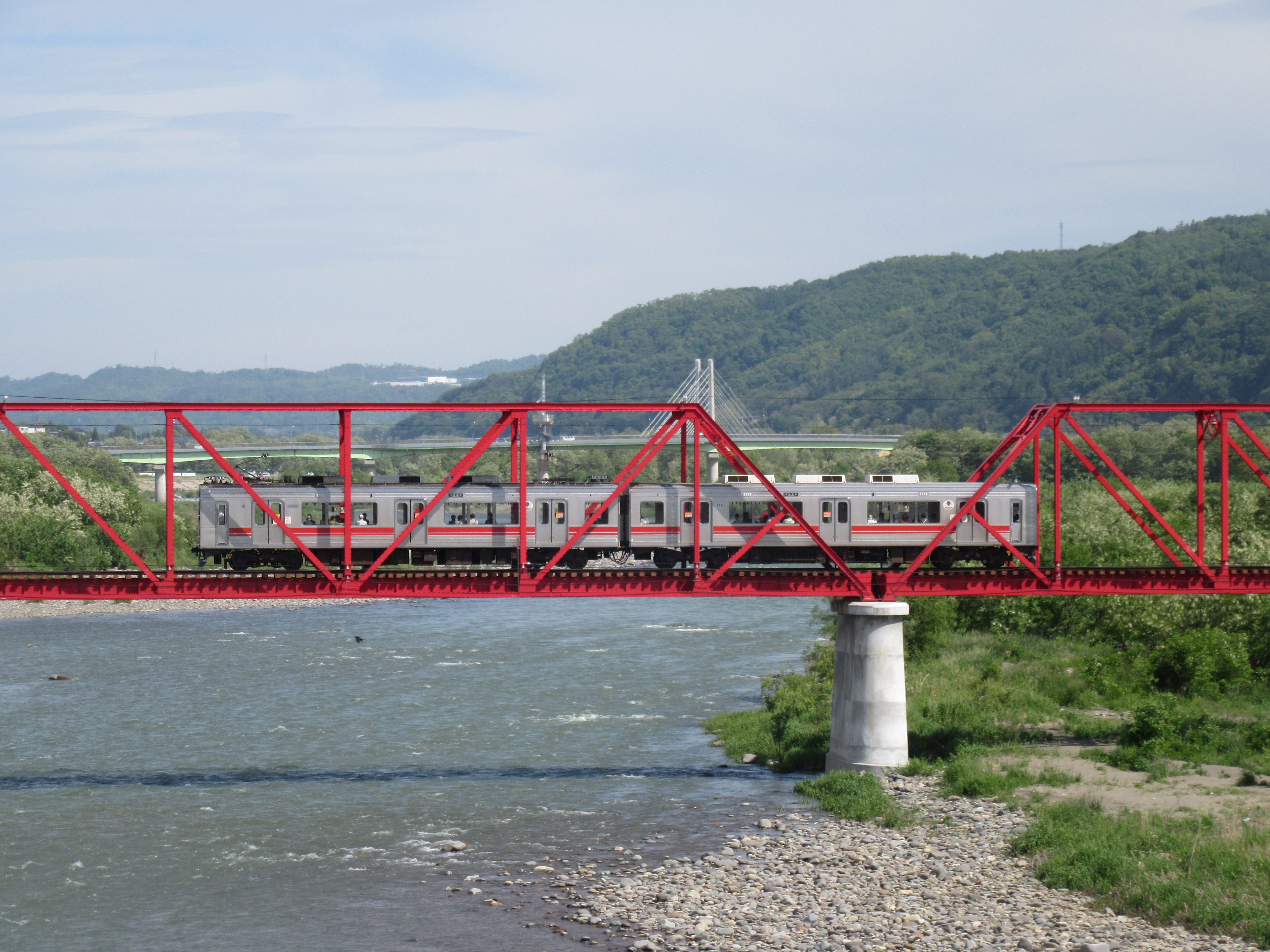
千曲川を渡る別所線（2018年）

- 1919年（大正8年）11月10日：上田温泉軌道に対し軌道特許状下付（小県郡城下村-同郡青木村間、同郡川辺村-同郡別所村間）[24]。
- 1920年（大正9年）11月19日：特許権を上田温泉電軌へ譲渡（許可）[25]。
- 1921年（大正10年）
  - 6月17日：上田温泉電軌が青木線三好町駅（現在の城下駅） - 青木駅間、川西線上田原駅 - 別所駅（現在の別所温泉駅）間を開業。
  - 9月12日頃：三好町駅 - 三好町三丁目駅間に三好町二丁目駅設置（廃止日不明）。
- 1923年（大正12年）：下之郷駅 - 五加駅（現在の中塩田駅）間の産川駅、八木沢駅 - 別所駅間の天神前駅廃止。
- 1924年（大正13年）
  - 8月15日：千曲川鉄橋が開通し、青木線の上田駅 - 三好町駅間が開業して全通。国鉄上田駅に乗り入れる。
  - 11月22日：別所駅を信濃別所駅に改称。
- 1925年（大正14年）1月8日：上田駅 - 三好町駅間に諏訪形駅設置。
- 1927年（昭和2年）12月：青木線の三好町駅 - 上田原駅間が専用軌道化、変則複線化され三好町駅が城下駅に、三好町三丁目駅が三好町駅に改称。
- 1929年（昭和4年）3月3日：五加駅を中塩田駅に改称。
- 1930年（昭和5年）1月19日：信濃別所駅を別所温泉駅に改称。
- 1932年（昭和7年）9月21日：三好町駅 - 上田原駅間に赤坂上駅設置。
- 1934年（昭和9年）7月14日：中塩田駅 - 中野駅間に上本郷駅（現在の塩田町駅）設置。
- 1938年（昭和13年）
  - 1月1日：諏訪形駅廃止[26]。
  - 7月25日：青木線の上田原駅 - 青木駅間が廃止。三好町駅 - 上田原駅間は単線化[27]。上田駅 - 上田原駅間も川西線となる。
- 1939年（昭和14年）
  - 3月19日：川西線を軌道法による軌道から地方鉄道法による鉄道に変更。別所線に改称。
  - 8月30日：上田電鉄に社名変更。
- 1943年（昭和18年）10月21日：丸子鉄道と合併し、上田丸子電鉄となる。
- 1951年（昭和26年）4月：赤坂上駅の位置が変更。
- 1953年（昭和28年）9月：架線電圧を600 Vから750 Vに昇圧。
- 1960年（昭和35年）：上本郷駅を塩田町駅に改称。
- 1966年（昭和41年）6月：4月1日の本州大学開学に伴い、下本郷駅がその最寄駅となったため本州大学前駅と改称。
- 1969年（昭和44年）5月31日：上田交通に社名変更。
- 1974年（昭和49年）5月1日：本州大学前駅、大学名が長野大学に変更されたため大学前駅と改称。
- 1984年（昭和59年）11月1日：貨物営業廃止[28]。
- 1986年（昭和61年）10月1日：架線電圧を1,500 Vに昇圧。5000系・5200系電車営業運転開始。モハ5250形「丸窓電車」を始め、従来車全車が営業運転終了。
- 1993年（平成5年）5月28日：7200系電車営業運転開始。全車冷房化。
- 1998年（平成10年）3月29日：上田駅を高架化し、別所線専用の改札口を設ける[3]。
- 2005年（平成17年）
  - 1月27日：地域活性化事業「別所線丸窓特別電車再現」実施。7200系をベースに「丸窓電車」をイメージしたラッピングを施した編成（7253編成）が運行開始。4月に「まるまどりーむ号」と命名。当事業に長野県東御市の株式会社ミマキエンジニアリングが特別協賛（まるまどりーむ号Mimaki）。
  - 10月3日：上田交通から上田電鉄に移管。上田電鉄発足に合わせ7255編成も「まるまどりーむ号」仕様に改装。「まるまどりーむ号」が2編成となる。
  - 12月2日：別所線存続支援キャラクター「北条まどか」発表。
- 2008年（平成20年）
  - 8月1日：1000系電車営業運転開始。
  - 10月：7200系電車が「まるまどりーむ号」を除いて営業運転終了。
  - 10月4日：画家の原田泰治デザインの1000系ラッピング電車「自然と友だち1号」運行開始。
- 2010年（平成22年）7月30日：映画『サマーウォーズ』の主題歌で山下達郎の楽曲『僕らの夏の夢』が上田駅の発車メロディとして採用され、同日から使用が開始される。
- 2014年（平成26年）9月27日：「まるまどりーむ号」のうち、7253編成「まるまどりーむ号Mimaki」が運用離脱[29][30]、廃車。
- 2015年（平成27年）
  - 3月27日：廃車となった7253編成に代わり1004編成に丸窓ラッピングを施し、新たに「まるまどりーむ号Mimaki」として運行開始、また新車として6000系1編成を導入。
  - 6月13日：一般公募により6000系の愛称が「さなだどりーむ号」に決定[31]。
- 2016年（平成28年）
  - 2月21日：NHK大河ドラマ『真田丸』をPRするラッピング電車の運行を開始（1001編成。放送終了まで）[32][33][34][35]。
  - 4月1日：駅ナンバリングを実施[36][37]。
- 2018年（平成30年）
  - 5月12日：7200系電車「まるまどりーむ号」営業運転終了。7200系は全て形式消滅。
- 2019年（令和元年）台風による増水で崩落した千曲川橋梁（2019年10月）

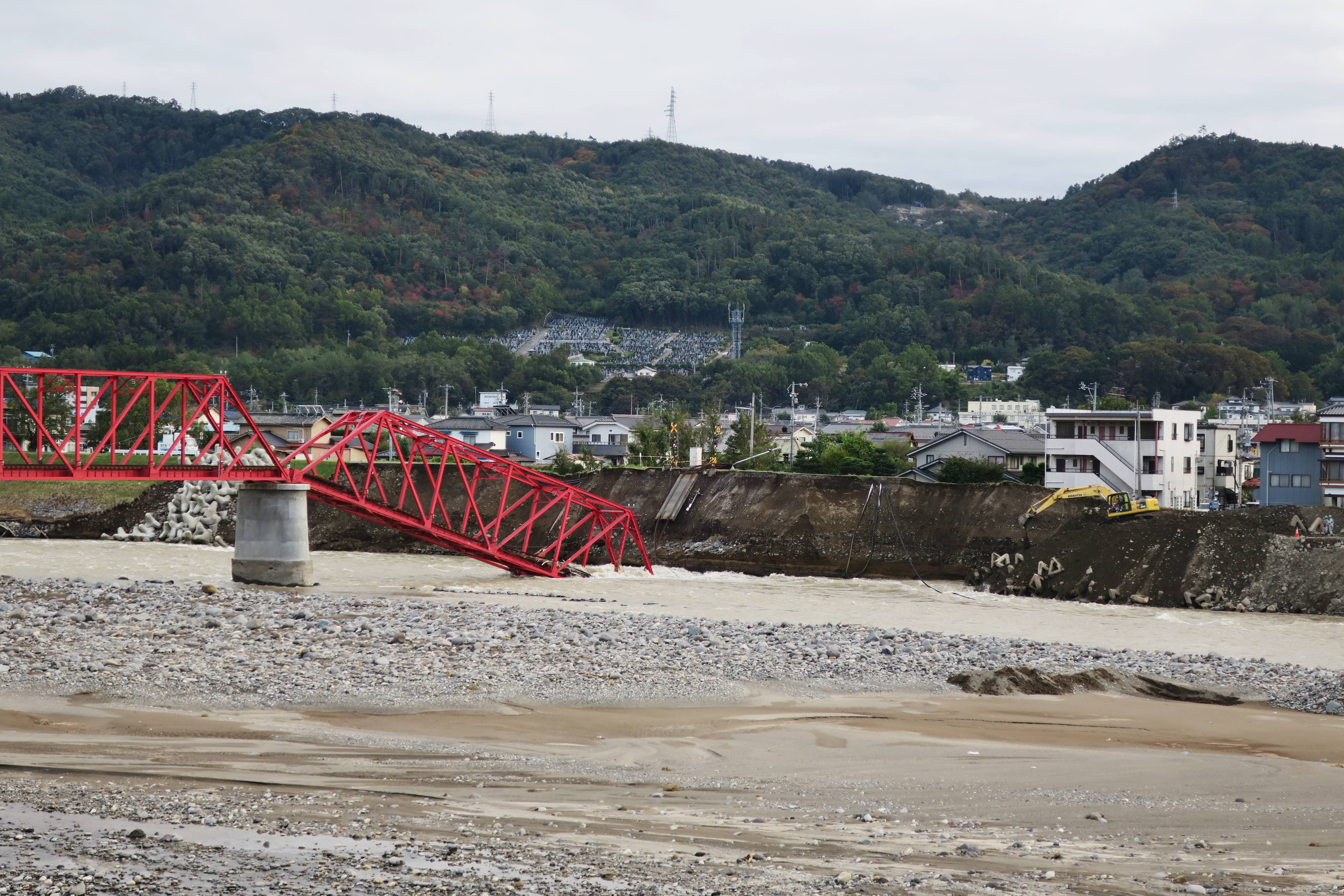
台風による増水で崩落した千曲川橋梁（2019年10月）

  - 10月13日：令和元年東日本台風（台風19号）による千曲川の増水のため左岸上田市諏訪形地内の堤防の一部が削られ、城下駅側で千曲川橋梁（鉄橋）が崩落[38][39][40]。別所線は同台風の影響により10月12日より全線運休となっていた。
  - 10月15日：下之郷駅 - 別所温泉駅間で運転を再開。上田駅 - 下之郷駅間は代行バス輸送[38][41][42]。
  - 11月16日：城下駅 - 下之郷駅間の運転を再開。代行バス輸送区間を上田駅 - 城下駅間に縮小[43][44]。
  - 11月22日：上田電鉄が上田駅 - 城下駅間について2021年春頃の運行再開を目指すと発表[45]。
- 2020年（令和2年）
  - 1月20日：上田市長が、崩落した鉄橋を市有化し、2021年4月の全線運行再開に向け支援する計画を発表[46]。
  - 1月24日：上田市議会1月臨時会において、鉄道施設の公有化を伴う国の「特定大規模災害等鉄道施設災害復旧事業費補助金」を活用して、上田市が 事業主体として災害復旧事業を施行することが決定。なお「特定大規模災害等鉄道施設災害復旧事業費補助金」制度に基づき、「地方公共団体等が鉄道施設を公有化」し「長期的な運行の確保に関する計画を策定」した場合、補助率が国1/2、地方1/2（地方負担分に普通交付税措置95%）に引き上げられている[47]。
  - 8月31日：上田電鉄が上田駅 - 城下駅間について、出水期の終わる11月に鉄橋復旧工事を再開し「本年度中に復旧工事を終える見通しが立った」ことから、2021年3月28日の全線運行再開を目指すと発表[48][49][50]。
  - 6月19日：文化庁が「レイラインがつなぐ『太陽と大地の聖地』〜龍と生きるまち信州上田・塩田平〜」（長野県上田市）を日本遺産（STORY #093）に認定[51]。その構成文化財の一つに「別所線の鉄道施設」を選定[52]。
- 2021年（令和3年）
  - 2月15日：鉄橋の組み立てが完了し、線路を敷設する作業を公開[53]。
  - 3月28日：全線運行再開。当日は全線で運賃を無料とした[54][55][56] 。
  - 5月20日：運賃のQRコード決済「TicketQR」の実証実験開始（同年末までの予定）[57]。
  - 6月：上田電鉄・別所線開業100周年、日本遺産認定1周年を記念し各種イベントを実施[58]。
- 2024年（令和6年）
  - 11月11日：新改札システムを順次導入し、券売機で発券のきっぷを一部除いてQRコード式のきっぷに変更する[59]。車内および上田駅の運賃箱を新型に置き換え、上田駅・赤坂上駅・上田原駅・大学前駅・下之郷駅・別所温泉駅に既存の券売機を改修したQRコード印字券売機を設置する[59]。このうち上田駅・下之郷駅・別所温泉駅の券売機は、クレジットカードや交通系ICカードなどにも対応する[59]。さらに上田駅の改札口にはチケットQR専用通路を設置する[59]。なお、TicketQR関連のきっぷや、券面にQRコードが印字されていないきっぷなどのの利用方法は変わらない[60]。

## 沿線概況
高架の上田駅を発車するとすぐに千曲川橋梁で千曲川を渡り、全線が上田平を走る。全線単線。路線は千曲川を渡ってから旧川辺村を経て、塩田平の主要集落を連絡しながら別所温泉に至るように敷設されているため、上田盆地にS字を描くように進む。半径の小さい曲線が多く、何箇所かでは一気に90度ほど曲がる。城下駅から上田原駅までの間には複線分の鉄道用地があるが、これは旧青木線の線路敷の跡であり、この区間は変則複線であった。三好町駅から赤坂上駅の間で勾配を上ると塩田平の平坦面に入るが、車庫のある下之郷駅付近から標高570mの別所温泉に向かって登りがきつくなる。終点の別所温泉駅付近は標高554mであり、八木沢駅方より40‰の急勾配となっている。この勾配は750V時代の旧型車は時速20km程しかスピードが出せない難所であった。上田原駅で青木線、下之郷駅で西丸子線が分岐していたが、いずれも既に廃線となっている。
沿線の塩田平は、終点の別所温泉をはじめ、「信州の鎌倉」と呼ばれる塩田流北条氏ゆかりの地で、著名な神社、寺院、史跡等が点在する観光スポットであり、別所線の利用促進につながる地域特性として期待されている。「別所線の将来を考える会」は2014年（平成26年）11月、沿線の名所を紹介する『別所線沿線名所旧跡見どころガイドブック』を発行。上田駅や観光案内所等にて無料配布し、支援活動の一環として観光スポットの紹介に努めている。2016年（平成28年）10月より沿線の上田女子短期大学（現・上田短期大学）と上田電鉄が連携し、同短大学生による地域貢献やボランティア活動として和装コンシェルジュによる観光ガイドや、沿線活性化イベントの企画運営などの事業を行っている。
2020年（令和2年）6月19日、文化庁により当路線沿線が日本遺産（STORY #093）「レイラインがつなぐ『太陽と大地の聖地』〜龍と生きるまち信州上田・塩田平〜」（長野県上田市）に認定された。その構成文化財の一つに「別所線の鉄道施設」が選定された。この認定を受け、上田市と上田電鉄ほか各種事業者、業界団体、教育機関等によって構成される「塩田平魅力発信推進協議会」が地域特性を生かした活性化事業を展開している。
同年12月9日、上田市ふるさと納税の返礼品として、オリジナル乗車券作成サービス、下之郷 - 上田間の1往復貸切、電車の出庫点検を体験できるようになった。

## 運行形態
古くは急行列車の設定があったほか、1990年（平成2年）3月から1993年（平成5年）3月まで快速列車（途中停車駅：城下駅、上田原駅、下之郷駅、塩田町駅）が運転されていた（いずれも特別料金不要、追い抜きなし）。
現在は全て各駅停車で、日中は1時間あたり1本、朝夕はおおむね1 - 2本の列車がある。土休日・年末年始は朝夕の一部列車が運休する。上田駅 - 別所温泉駅間運転の列車のほか、上田駅 - 下之郷駅間、下之郷駅発別所温泉駅行きの区間列車が設定されている。
地方型ワンマン運転方式を採用。一番前の扉のみ開閉して整理券を取る方式で、運賃箱が車両の乗務員室入口に取り付けられている。なお有人駅の上田駅と下之郷駅では終日、全扉が開閉する。また無人駅の城下駅、三好町駅、赤坂上駅、上田原駅では平日6時30分から8時30分の間の上り電車のみ全扉が開閉する。

## 利用状況

### 輸送実績
別所線の輸送実績を下表に記す。表中、最高値を赤色で、最高値を記録した年度以降の最低値を青色で、最高値を記録した年度以前の最低値を緑色で表記している。
| 年度別輸送実績     | 年度別輸送実績             | 年度別輸送実績             | 年度別輸送実績             | 年度別輸送実績             | 年度別輸送実績 | 年度別輸送実績 | 年度別輸送実績             |
| 年度               | 輸送実績（乗車人員）：万人 | 輸送実績（乗車人員）：万人 | 輸送実績（乗車人員）：万人 | 輸送実績（乗車人員）：万人 | 輸送密度 人/日 | 貨物輸送量 万t | 特記事項                   |
| ------------------ | -------------------------- | -------------------------- | -------------------------- | -------------------------- | -------------- | -------------- | -------------------------- |
| 年度               | 通勤定期                   | 通学定期                   | 定期外                     | 合計                       | 輸送密度 人/日 | 貨物輸送量 万t | 特記事項                   |
| 1975年（昭和50年） | 37.9                       | 64.5                       | 66.5                       | 168.9                      | 2,199          | 0.002          |                            |
| 1976年（昭和51年） | 32.0                       | 58.9                       | 77.1                       | 168.0                      | 2,176          | 0.0            |                            |
| 1977年（昭和52年） | 33.1                       | 61.7                       | 88.0                       | 183.0                      | 2,330          | 0.0            |                            |
| 1978年（昭和53年） | 30.4                       | 58.5                       | 90.2                       | 179.2                      | 2,274          | 0.003          |                            |
| 1979年（昭和54年） | 31.3                       | 54.4                       | 93.3                       | 179.1                      | 2,276          | 0.003          |                            |
| 1980年（昭和55年） | 31.8                       | 54.3                       | 96.1                       | 182.3                      | 2,266          | 0.0            |                            |
| 1981年（昭和56年） | 31.4                       | 57.3                       | 93.6                       | 182.4                      | 2,256          | 0.0            |                            |
| 1982年（昭和57年） | 30.5                       | 49.5                       | 88.2                       | 168.2                      | 2,084          | 0.0            |                            |
| 1983年（昭和58年） | 27.5                       | 46.4                       | 85.2                       | 159.0                      | 1,965          | 0.0            |                            |
| 1984年（昭和59年） | 27.0                       | 46.0                       | 83.6                       | 156.6                      | 2,003          | 0.0            | 貨物営業廃止               |
| 1985年（昭和60年） | 25.5                       | 47.7                       | 83.6                       | 156.8                      | 2,001          |                |                            |
| 1986年（昭和61年） | 23.5                       | 46.0                       | 85.5                       | 155.0                      | 1,995          |                | 架線電圧を1500Vに昇圧      |
| 1987年（昭和62年） | 24.5                       | 41.8                       | 84.1                       | 150.4                      | 1,933          |                |                            |
| 1988年（昭和63年） | 25.6                       | 42.4                       | 87.1                       | 155.1                      | 1,990          |                |                            |
| 1989年（平成元年） | 26.0                       | 42.4                       | 88.0                       | 156.4                      | 1,981          |                |                            |
| 1990年（平成2年）  | 26.4                       | 46.3                       | 92.4                       | 165.1                      | 2,112          |                |                            |
| 1991年（平成3年）  | 26.1                       | 50.3                       | 98.8                       | 175.2                      | 2,240          |                |                            |
| 1992年（平成4年）  | 25.2                       | 50.1                       | 99.2                       | 174.5                      | 2,224          |                |                            |
| 1993年（平成5年）  | 25.9                       | 48.2                       | 100.5                      | 174.6                      | 2,193          |                |                            |
| 1994年（平成6年）  | 25.6                       | 48.2                       | 97.5                       | 171.3                      | 2,155          |                |                            |
| 1995年（平成7年）  | 24.2                       | 48.2                       | 98.8                       | 171.2                      | 2,132          |                |                            |
| 1996年（平成8年）  | 26.2                       | 48.8                       | 102.2                      | 177.2                      | 2,117          |                |                            |
| 1997年（平成9年）  | 28.9                       | 46.3                       | 101.0                      | 176.2                      | 2,186          |                | 上田駅高架化               |
| 1998年（平成10年） | 27.4                       | 47.4                       | 93.3                       | 168.1                      | 2,082          |                |                            |
| 1999年（平成11年） | 24.8                       | 45.4                       | 81.7                       | 151.9                      | 1,894          |                |                            |
| 2000年（平成12年） | 20.6                       | 44.1                       | 74.2                       | 138.9                      | 1,755          |                |                            |
| 2001年（平成13年） | 19.5                       | 42.8                       | 71.7                       | 134.0                      | 1,707          |                |                            |
| 2002年（平成14年） | 20.0                       | 40.7                       | 68.3                       | 129.0                      | 1,645          |                |                            |
| 2003年（平成15年） | 19.4                       | 37.9                       | 69.9                       | 127.2                      | 1,630          |                |                            |
| 2004年（平成16年） | 21.8                       | 36.4                       | 65.8                       | 124.0                      | 1,567          |                |                            |
| 2005年（平成17年） | 22.4                       | 36.1                       | 64.3                       | 122.8                      | 1,560          |                | 上田交通から上田電鉄に移管 |
| 2006年（平成18年） | 21.7                       | 35.6                       | 66.5                       | 123.8                      | 1,573          |                |                            |
| 2007年（平成19年） |                            |                            | 64.2                       | 124.9                      |                |                |                            |
| 2008年（平成20年） |                            |                            | 67.4                       | 125.4                      |                |                |                            |
| 2009年（平成21年） | 22.6                       | 32.9                       | 65.8                       | 121.3                      | 1,591          |                |                            |
| 2010年（平成22年） |                            |                            | 63.4                       | 119.1                      |                |                |                            |
| 2011年（平成23年） | 22.8                       | 33.1                       | 61.7                       | 117.6                      | 1,557          |                |                            |
| 2012年（平成24年） | 21.4                       | 35.9                       | 60.6                       | 117.9                      | 1,586          |                |                            |
| 2013年（平成25年） | 21.1                       | 38.1                       | 62.6                       | 121.7                      | 1,652          |                |                            |
| 2014年（平成26年） | 22.2                       | 39.5                       | 61.0                       | 122.6                      | 1,650          |                |                            |
| 2015年（平成27年） | 24.3                       | 39.2                       | 66.4                       | 129.9                      | 1,671          |                |                            |
| 2016年（平成28年） | 25.0                       | 37.7                       | 68.6                       | 131.3                      | 1,713          |                |                            |
| 2017年（平成29年） | 25.9                       | 37.3                       | 64.8                       | 128.0                      | 1,651          |                |                            |
| 2018年（平成30年） | 26.8                       | 37.1                       | 66.0                       | 129.9                      | 1,658          |                |                            |
| 2019年（令和元年） | 24.8                       | 33.8                       | 53.0                       | 111.6                      | 1,415          |                |                            |
| 2020年（令和2年）  | 18.5                       | 18.4                       | 26.8                       | 63.7                       | 806            |                |                            |
| 2021年（令和3年）  | 21.2                       | 26.4                       | 40.3                       | 87.9                       | 1,117          |                |                            |
| 2022年（令和4年）  | 21.5                       | 27.5                       | 48.1                       | 97.1                       | 1,263          |                |                            |

出典：管内鉄軌道事業者輸送実績（国土交通省北陸信越運輸局）、鉄道統計年報（国土交通省鉄道局監修）

### 営業成績
別所線の営業成績を下表に記す。旅客運賃収入は1997年（平成9年）以降減少している。運輸雑収については年度による変動が大きい。
表中、最高値を赤色で、最高値を記録した年度以降の最低値を青色で、最高値を記録した年度以前の最低値を緑色で表記している。
| 年度別営業成績     | 年度別営業成績     | 年度別営業成績     | 年度別営業成績     | 年度別営業成績     | 年度別営業成績     | 年度別営業成績     | 年度別営業成績 | 年度別営業成績 | 年度別営業成績 | 年度別営業成績 | 年度別営業成績 |
| 年 度              | 旅客運賃収入：千円 | 旅客運賃収入：千円 | 旅客運賃収入：千円 | 旅客運賃収入：千円 | 旅客運賃収入：千円 | 貨物運輸 収入 千円 | 運輸雑収 千円  | 営業収益 千円  | 営業経費 千円  | 営業損益 千円  | 営業 係数      |
| ------------------ | ------------------ | ------------------ | ------------------ | ------------------ | ------------------ | ------------------ | -------------- | -------------- | -------------- | -------------- | -------------- |
| 年 度              | 通勤定期           | 通学定期           | 定期外             | 手小荷物           | 合計               | 貨物運輸 収入 千円 | 運輸雑収 千円  | 営業収益 千円  | 営業経費 千円  | 営業損益 千円  | 営業 係数      |
| 1975年（昭和50年） | 57,810             | ←←←←               | 72,486             | 1,395              | 131,691            | 3                  | 1,160          | 132,854        |                |                |                |
| 1976年（昭和51年） | 58,979             | ←←←←               | 90,382             | 1,995              | 151,356            | 0                  | 1,486          | 152,842        |                |                |                |
| 1977年（昭和52年） | 66,349             | ←←←←               | 111,764            | 2,156              | 180,269            | 0                  | 1,733          | 182,003        |                |                |                |
| 1978年（昭和53年） | 72,097             | ←←←←               | 126,753            | 889                | 199,739            | 10                 | 2,899          | 202,649        |                |                |                |
| 1979年（昭和54年） | 73,564             | ←←←←               | 135,486            | 768                | 209,819            | 11                 | 4,514          | 214,344        |                |                |                |
| 1980年（昭和55年） | 83,270             | ←←←←               | 152,052            | 547                | 235,869            | 0                  | 3,725          | 239,594        |                |                |                |
| 1981年（昭和56年） | 87,796             | ←←←←               | 156,906            | 240                | 244,942            | 0                  | 3,721          | 248,663        |                |                |                |
| 1982年（昭和57年） | 89,959             | ←←←←               | 166,548            | 35                 | 256,542            | 0                  | 5,860          | 262,402        |                |                |                |
| 1983年（昭和58年） | 83,944             | ←←←←               | 161,343            | 0                  | 245,287            | 0                  | 6,878          | 252,165        |                |                |                |
| 1984年（昭和59年） | 90,600             | ←←←←               | 176,847            | 0                  | 267,447            | 0                  | 3,154          | 270,600        |                |                |                |
| 1985年（昭和60年） | 89,138             | ←←←←               | 180,966            | 0                  | 270,104            | 0                  | 4,688          | 274,792        |                |                |                |
| 1986年（昭和61年） | 91,816             | ←←←←               | 201,637            | 0                  | 293,453            | 0                  | 24,226         | 317,679        |                |                |                |
| 1987年（昭和62年） | 36,593             | 53,281             | 198,494            | 0                  | 288,368            | 0                  | 4,307          | 292,675        |                |                |                |
| 1988年（昭和63年） | 38,298             | 55,561             | 205,319            | 0                  | 299,178            | 0                  | 3,776          | 302,954        |                |                |                |
| 1989年（平成元年） | 40,826             | 56,372             | 218,685            | 0                  | 315,883            | 0                  | 3,444          | 319,327        |                |                |                |
| 1990年（平成2年）  | 44,066             | 65,874             | 236,710            | 0                  | 346,650            | 0                  | 2,481          | 349,131        |                |                |                |
| 1991年（平成3年）  | 42,295             | 67,576             | 250,334            | 0                  | 360,205            | 0                  | 2,825          | 363,030        |                |                |                |
| 1992年（平成4年）  | 40,135             | 67,874             | 245,917            | 0                  | 353,926            | 0                  | 3,154          | 357,080        |                |                |                |
| 1993年（平成5年）  | 40,225             | 64,888             | 246,171            | 0                  | 351,284            | 0                  | 3,457          | 354,741        |                |                |                |
| 1994年（平成6年）  | 41,938             | 67,770             | 248,319            | 0                  | 358,027            | 0                  | 3,191          | 361,218        |                |                |                |
| 1995年（平成7年）  | 39,623             | 69,540             | 251,356            | 0                  | 360,519            | 0                  | 4,478          | 364,997        |                |                |                |
| 1996年（平成8年）  | 41,085             | 69,655             | 256,542            | 0                  | 367,282            | 0                  | 6,719          | 374,001        |                |                |                |
| 1997年（平成9年）  | 44,285             | 65,249             | 276,532            | 0                  | 386,066            | 0                  | 6,157          | 392,223        |                |                |                |
| 1998年（平成10年） | 41,315             | 66,950             | 252,805            | 0                  | 361,070            | 0                  | 4,462          | 365,532        |                |                |                |
| 1999年（平成11年） | 37,372             | 64,089             | 222,012            | 0                  | 323,473            | 0                  | 8,782          | 332,255        |                |                |                |
| 2000年（平成12年） | 30,792             | 62,944             | 203,808            | 0                  | 297,544            | 0                  | 8,210          | 305,754        |                |                |                |
| 2001年（平成13年） | 29,144             | 60,885             | 199,168            | 0                  | 289,197            | 0                  | 5,610          | 294,807        |                |                |                |
| 2002年（平成14年） | 29,367             | 56,711             | 191,850            | 0                  | 277,928            | 0                  | 5,138          | 283,066        |                |                |                |
| 2003年（平成15年） | 27,843             | 53,124             | 197,611            | 0                  | 278,578            | 0                  | 2,379          | 280,957        |                |                |                |
| 2004年（平成16年） | 31,322             | 50,969             | 182,492            | 0                  | 264,785            | 0                  | 7,630          | 272,415        |                |                |                |
| 2005年（平成17年） | 31,675             | 50,820             | 179,649            | 0                  | 262,144            | 0                  | 8,400          | 270,544        |                |                |                |
| 2006年（平成18年） | 30,534             | 50,413             | 184,866            | 0                  | 265,813            | 0                  | 10,009         | 275,822        | 305,565        | △29,743        | 110.8          |
| 2007年（平成19年） |                    |                    |                    | 0                  |                    | 0                  |                |                |                |                |                |
| 2008年（平成20年） |                    |                    |                    | 0                  |                    | 0                  |                |                |                |                |                |
| 2009年（平成21年） | 31,438             | 45,665             | 189,722            | 0                  | 266,825            | 0                  | 16,949         | 283,774        |                |                |                |
| 2010年（平成22年） |                    |                    |                    | 0                  |                    | 0                  |                |                |                |                |                |
| 2011年（平成23年） |                    |                    |                    | 0                  |                    | 0                  |                | 282,410        |                |                |                |

鉄道統計年報（国土交通省鉄道局監修）より抜粋

## 車両
1986年（昭和61年）9月までの架線電圧が750Vであった時代は、自社発注のモハ5250形（丸窓電車）をはじめ、買収国電の改造車や長野電鉄からの譲受車など雑多な車種が使用されていた。しかしそれ故に電動車の制御方式の不統一など合理的な保守が困難な状態であったことに加え、それらの大半は経年車であったために交換するための部品も不足していた。
このような事情を鑑みて車両の近代化を決定し、同年に東急5000系電車 (初代)2両編成4本と東急5200系電車2両編成1本を譲り受け、それぞれ5000系および5200系電車として同年10月より運用を開始した。これに伴い従来の車両は全廃され、同時に架線電圧を1500Vに昇圧し、全ての列車が2両編成での運行となった。なお、5000系および5200系には東急時代と同じく冷房は搭載されていなかった。
1993年（平成5年）には東急7200系電車2両編成5本を譲り受け、同年5月28日より7200系電車として運用を開始し、従来の5000系と5200系を全て置き換えた。7200系は全ての編成が冷房車であり､これによって上田交通は長野県内の私鉄で初めて営業車両の100%冷房化を達成した。2005年（平成17年）には、かつて走っていた「丸窓電車」ことモハ5250形を模して一部の窓をシールで丸くした「まるまどりーむ号」の運行を開始した。また同年より毎年ゴールデンウィーク期間中、下之郷駅にて「別所線丸窓まつり」と称する鉄道イベントを開催している。
2008年（平成20年）には東急1000系電車2両編成5本を譲り受け、1000系電車として運用を開始した。2015年（平成27年）には追加で東急1000系電車2両編成1本を譲り受け、6000系電車として運用を開始した。6000系は車両愛称の一般公募が行われ、同年6月13日に「さなだどりーむ号」に決定した。種車はどちらも同一形式であるが、1000系が東急時代から先頭車であった車両であるのに対し、6000系は東急時代は中間車であった車両を先頭車化した改造車であるため、別形式に区分されている。これら2形式の導入に伴い、従来の7200系は2018年（平成30年）までに置き換えられ運用を終了した。
沿線のイベント等に合わせて随時ヘッドマークを掲出している。

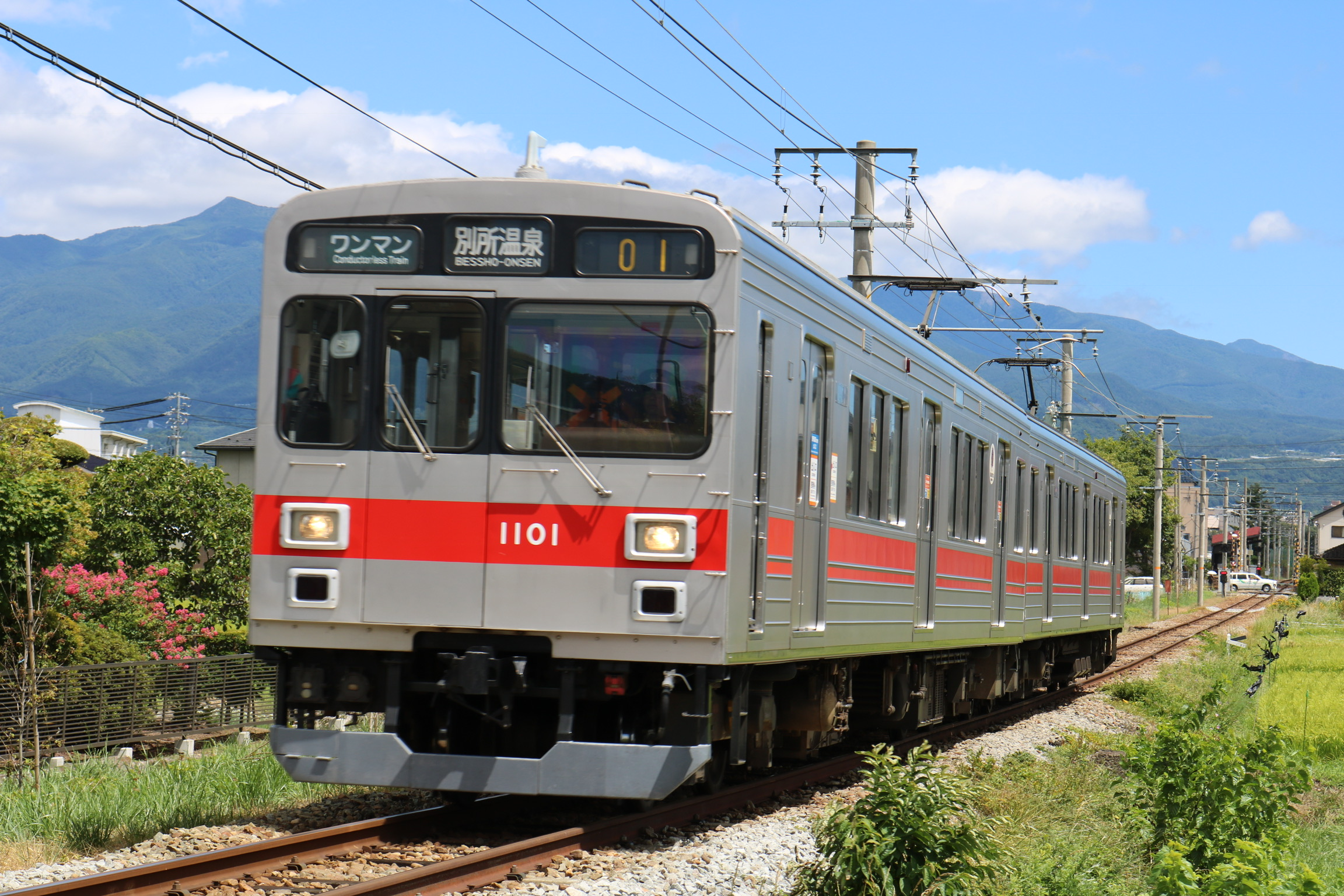
1000系1001編成
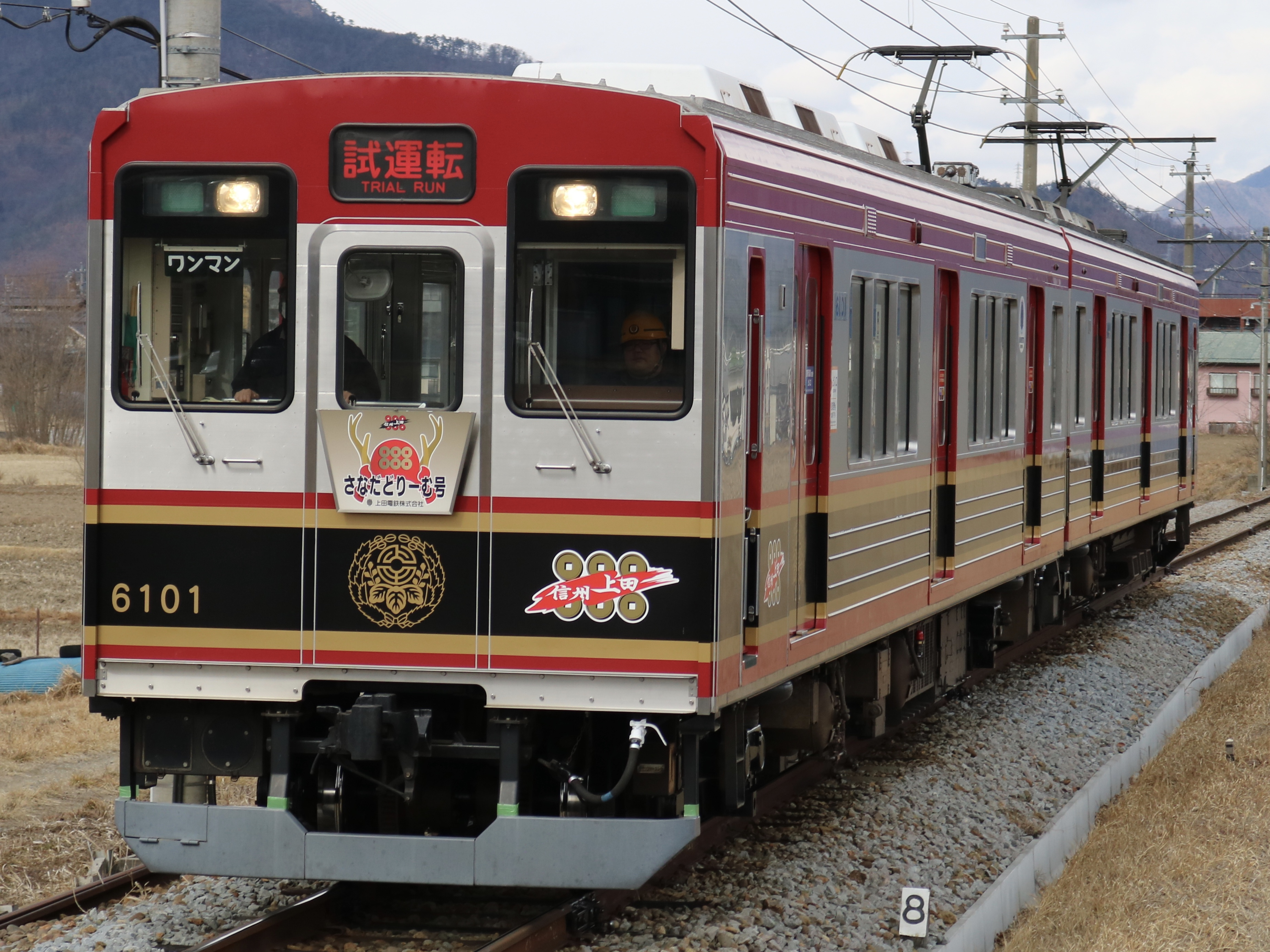
6000系6001編成
車両に掲げられている上田電鉄の社章。

### 現有車両
- 1000系 - デハ1001 - 1004・クハ1101 - 1104
  - 1001F（デハ1001 - クハ1101） - 元東急1015F（デハ1315 - クハ1015） : 2008年（平成20年）3月購入
  - 1002F（デハ1002 - クハ1102） - 元東急1018F（デハ1318 - クハ1018） : 2008年（平成20年）3月購入
  - 1003F（デハ1003 - クハ1103） - 元東急1014F（デハ1314 - クハ1014） : 2008年（平成20年）12月購入
  - 1004F（デハ1004 - クハ1104） - 元東急1016F（デハ1316 - クハ1016） : 2008年（平成20年）12月購入
- 6000系 - デハ6001、クハ6101 : 2015年（平成27年）3月購入

### 過去の車両

#### 750V時代
特記なきものは1986年（昭和61年）10月の昇圧時に廃車。

##### 電車
- モハ4250形 - 4257 : 1983年（昭和58年）廃車
- モハ5250形 - 5251-5253
- モハ5260形・クハ260形 （2代） - 5261・261
- モハ5270形 （2代） - 5271
- モハ5370形 - 5371・5372
- モハ2320形 - 2321・2322 : 2321は1972年（昭和47年）に銚子電気鉄道へ譲渡、2322は1975年（昭和50年）廃車
- モハ2340形 - 2341・2342 : 1971年（昭和46年）に2両とも江ノ島鎌倉観光へ譲渡
- デハ3300形・クハ3660形・クハ3770形 - 3310・3661・3772 : 3661は1983年（昭和58年）廃車
- クハ250形 - 252・253 : 253は1975年（昭和50年）廃車
- クハ270形 - 271 （2代）・272・273 : 272は1975年（昭和50年）、273は1984年（昭和59年）廃車
- クハ290形 - 291・292
- サハ20形 - 24-26・28 : 24は1980年（昭和55年）、25は1955年（昭和30年）、26は1956年（昭和31年）、28は1972年（昭和47年）に廃車
- サハ40形 - 41・42 : 41は1984年（昭和59年）、42は1968年（昭和43年）に廃車
- サハ60形 - 61・62 : 61は1980年（昭和55年）廃車

##### 電気機関車
- EB4110形 - EB4111 : 1975年（昭和50年）廃車
- ED25形 - ED251 : 丸子文化会館前で当時の姿に復元して保存されている｡

#### 1500V昇圧後
- 5000系 - デハ5001 - 5004・クハ5051 - 5054
- 5200系 - デハ5201・クハ5251
昇圧から、1993年（平成5年）に7200系に代替されるまで運用された。
- 7200系 - デハ7251 - 7255・クハ7551 - 7555

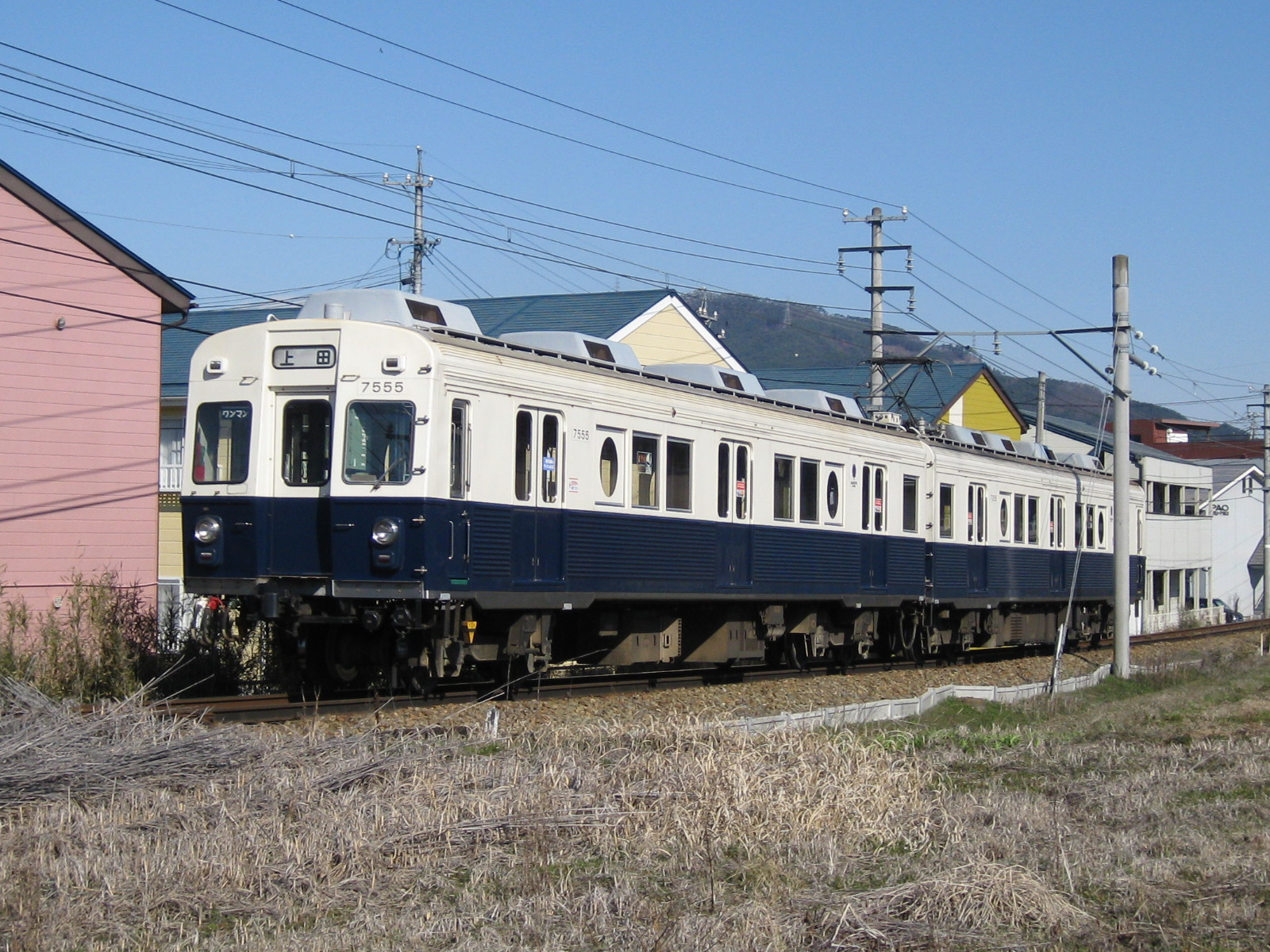
7200系7255編成「まるまどりーむ号」

## 駅一覧
- 全駅長野県上田市に所在。
- 線路（全線単線） … ◇：列車交換可、｜：列車交換不可
- 下之郷駅が上田駅以外の全駅の管理駅となっている。
- 上田駅と下之郷駅は直営駅。他は無人駅。

| 駅番号 | 駅名       | 営業キロ | 営業キロ | 接続路線                                             | 線路 |
| 駅番号 | 駅名       | 駅間     | 累計     | 接続路線                                             | 線路 |
| ------ | ---------- | -------- | -------- | ---------------------------------------------------- | ---- |
| BE01   | 上田駅     | -        | 0.0      | 東日本旅客鉄道： 北陸新幹線 しなの鉄道：しなの鉄道線 | ｜   |
| BE02   | 城下駅     | 0.8      | 0.8      |                                                      | ◇    |
| BE03   | 三好町駅   | 0.7      | 1.5      |                                                      | ｜   |
| BE04   | 赤坂上駅   | 0.7      | 2.2      |                                                      | ｜   |
| BE05   | 上田原駅   | 0.7      | 2.9      |                                                      | ◇    |
| BE06   | 寺下駅     | 0.9      | 3.8      |                                                      | ｜   |
| BE07   | 神畑駅     | 0.7      | 4.5      |                                                      | ｜   |
| BE08   | 大学前駅   | 0.7      | 5.2      |                                                      | ｜   |
| BE09   | 下之郷駅   | 0.9      | 6.1      |                                                      | ◇    |
| BE10   | 中塩田駅   | 1.3      | 7.4      |                                                      | ｜   |
| BE11   | 塩田町駅   | 0.6      | 8.0      |                                                      | ｜   |
| BE12   | 中野駅     | 0.5      | 8.5      |                                                      | ｜   |
| BE13   | 舞田駅     | 0.9      | 9.4      |                                                      | ｜   |
| BE14   | 八木沢駅   | 0.7      | 10.1     |                                                      | ｜   |
| BE15   | 別所温泉駅 | 1.5      | 11.6     |                                                      | ｜   |

## 運賃・乗車券
大人普通旅客運賃（小児半額・10円未満切り上げ） - 2019年10月1日改定。
SuicaやPASMOなどの交通系ICカードで直接乗車できないが、上田駅・下之郷駅・別所温泉駅の自動券売機において、SF残額を利用した乗車券購入は可能である（電子マネー扱いのためPiTaPaは不可）。
| 距離   | 運賃（円） |
| ------ | ---------- |
| - 3km  | 180        |
| - 4km  | 230        |
| - 5km  | 280        |
| - 6km  | 330        |
| - 7km  | 380        |
| - 8km  | 420        |
| - 9km  | 460        |
| - 10km | 500        |
| - 11km | 540        |
| - 12km | 590        |

2021年（令和3年）から「TicketQR」を導入し、キャッシュレスで別所線に乗車できるようになった。「TicketQR」アプリでクレジットカード決済やPayPayなどのQRコード決済などにより運賃を支払い、アプリに表示されるQRコードを駅や車内の改札機にかざして利用する。2024年（令和6年）11月からは自動券売機で発売する乗車券にも「TicketQR」のQRコードを印字することで、紙の乗車券でもQRコードを改札機にかざして乗車できるようになった。合わせて現金や交通系ICカードなどでも自動券売機でQRコードを印字した乗車券が購入可能になっている。なお、「TicketQR」では定期券も発売している。
また、毎年4月から5月と10から11月の期間限定で「マイレールチケットQR」を発売している。QRコードが印字されたカードを1枚単位で販売するプリペイド式回数券であり、有効期限はない。発売箇所は上田駅と下之郷駅および、TicketQRアプリ内。別所線電車存続期成同盟会が斡旋している自治会回数券が前身で、2012年（平成24年）に「マイレールチケット」の名称がつけられ、2022年度（令和4年度）まで20枚綴りの紙券で発売していた。

## 別所線が登場する作品
映画
- 男はつらいよシリーズ - 第18作『寅次郎純情詩集』の作中、別所温泉駅と当路線の列車が登場、車寅次郎とさくらが乗車する。第35作『寅次郎恋愛塾』では冒頭に舞田駅が登場、寅次郎が夢から覚めるシーンの舞台となった。
- サマーウォーズ - 作中で当路線の列車が登場する。2019年には公開10周年記念事業の一環としてラッピング電車が運行された。
- 君のままで - 作中で当路線の列車が登場する。別所線電車利用促進シンポジウムでも上映された。
- きさらぎ駅 - 作中で当路線の列車（まるまどりーむ号など）が登場する。八木沢駅が「きさらぎ駅」として登場。上田市内映画館「上田映劇」でも上映される。作品の舞台遠州鉄道と共同でコラボグッズを発売。

テレビ
- マルシンハンバーグのCM - 1980年代、マルシンフーズのマルシンハンバーグのCMロケーション撮影に当路線が使われた。まだ雪残る早春の田舎の小さな駅（ロケ地は舞田駅）。転校する小学生がクラスメートらの見送りを受け、電車（丸窓電車）に乗車、見送りに来なかった友達の姿を窓からホームに探す。クラスメートは電車発車後もホームを走って電車を追いかけ別れを惜しむ、車中の小学生がふと外を見ると、駅に見送りに来ていなかった友達が皆、田んぼの中に立っている木に登り、大きく手や腕を振りながら別れを惜しむ、最後は夕暮れの鉄橋（千曲川橋梁）を行く単行電車を背景に同社商品「マルシンハンバーグ」3種とシンボルマークが映し出されるという内容であった。昭和50年代から昭和60年代の当路線と印象的な夫神岳などの山なみや沿線風景が映し出され、当時広く知られたCMの一つであった。なおCM冒頭テロップでは「長野県 別所線」とのみ表示され「上田交通」の社名（当時）の紹介はなかった。丸窓電車も丸窓そのものが映し出される場面はなく、また小学生は遠方へ転校するように見られたものの舞田駅から乗り込んだ電車は下り（別所温泉方面）、千曲川橋梁を行く電車も下り（上田駅から城下駅へ向かう電車）であった。
- サザエさん（フジテレビ系） - 2021年4月4日から9月26日まで、オープニング映像にて「上田電鉄別所線  千曲川に架かる赤い鉄橋（上田市）」を放送。

絵本
- 赤い鉄橋を渡っていくよ - 上田市在住の写真家・岡田光司夫妻共著。千曲川橋梁崩落から復旧までの道程を辿る。

その他
- 鉄道むすめ - 作中で同線が舞台の一つになっており、八木沢駅と舞田駅に由来するキャラクター「八木沢まい」が上田電鉄公認で設定されている。